# Bezirksadjutant
Bezirksadjutanten waren im Deutschen Reich Leutnants des aktiven Dienststandes, die zur Unterstützung des Bezirkskommandeurs in den Bürogeschäften für zwei bis drei Jahre von ihren Truppenteilen abkommandiert waren. Die Regelung oblag den Generalkommandos.